# 에드바르트 베네시
에드바르트 베네시(체코어: Edvard Beneš, 1884년 5월 28일~1948년 9월 3일)는 체코슬로바키아의 정치인이다. 체코슬로바키아의 외무장관(1918년~1935년), 총리(1921년~1922년), 대통령(1935년~1938년, 1945년~1948년)을 역임했다.

## 생애
오스트리아-헝가리 제국의 지배를 받고 있던 보헤미아 코줄라니(Kožlany)에서 농부의 아들로 태어났다. 프라하 카렐 대학교, 파리 대학교에서 교육을 받았으며 1908년에는 디종에서 법학 박사 학위를 받았다. 제1차 세계 대전이 일어나기 이전까지는 프라하 상업전문학교, 프라하 카렐 대학교에서 교사로 근무했다.
제1차 세계 대전이 진행 중이던 1915년 9월에는 반(反)오스트리아, 체코 민족주의 성향을 띤 체코계 비밀 저항 조직인 '마피아'(Maffia)를 조직했다. 프랑스 파리로 이주한 이후에는 프랑스의 지원을 통해 체코슬로바키아의 독립 운동을 전개했다. 1916년부터 1918년까지 체코슬로바키아 국가평의회 비서와 체코슬로바키아 임시 정부의 내무부·외무부 장관을 겸임했고 1918년 5월에는 토마시 가리구에 마사리크, 밀란 슈테파니크와 함께 체코슬로바키아 민족주의 선전 조직을 결성했다.
1918년부터 1935년까지 체코슬로바키아 초대 외무장관을 역임했으며 1919년에 열린 파리 강화회담에서는 체코슬로바키아 대표로 참석했다. 1920년부터 1925년까지, 1929년부터 1935년까지 체코슬로바키아 의회 의원을 지냈다. 1923년부터 1927년까지 국제 연맹 이사회 위원으로 근무하면서 베네시는 국제 회의에서 영향력이 큰 인물로 명성을 높히게 된다. 또한 체코 국민사회주의당의 당원으로 활동하면서 체코인과 슬로바키아인의 분리를 반대해 왔다.
1935년 12월 18일에는 토마시 가리구에 마사리크의 뒤를 이어 체코슬로바키아의 제2대 대통령에 취임했다. 1938년에는 나치 독일의 수데텐란트 병합에 반대 입장을 표명했지만 영국과 프랑스는 1938년 10월에 뮌헨 협정에 서명하면서 나치 독일의 수데텐란트 무력 점령과 즉각적인 병합을 승인했다. 1938년 10월 5일에는 독일의 압력으로 인해 대통령직을 사임했고 1938년 10월 22일에 영국 런던으로 망명하게 된다.
제2차 세계 대전이 진행 중이던 1940년에는 영국 런던에서 체코슬로바키아 망명 정부를 수립하면서 망명 정부의 대통령을 역임했고 얀 슈라메크를 총리로 임명하게 된다. 1945년 4월 2일에 체코슬로바키아로 귀국하면서 체코슬로바키아의 제4대 대통령에 취임했다. 1945년에는 체코슬로바키아 영토 내에 거주하는 독일계 주민과 헝가리계 주민에 대해 체코슬로바키아 국적을 박탈함과 동시에 그들의 사유 재산을 몰수하고 이를 국유화하는 내용을 담은 베네시 선언을 발표했다.
1948년 2월 체코슬로바키아에서 일어난 쿠데타로 인해 베네시는 체코슬로바키아 공산당과 소련의 압력을 받게 된다. 베네시는 체코슬로바키아의 사회주의 헌법에 서명하는 것을 거부했고 1948년 6월 7일에 클레멘트 고트발트에게 대통령직을 넘겨주고 사임하게 된다. 그의 저서로는 회고록 《회상》(1부: 뮌헨의 날들, 2부: 전쟁과 회상, 3부: 문서)가 있다.

## 역대 선거 결과
| 선거명      | 직책명                  | 대수 | 정당            | 득표율  | 득표수 | 결과 | 당락 |
| ----------- | ----------------------- | ---- | --------------- | ------- | ------ | ---- | ---- |
| 1935년 선거 | 체코슬로바키아의 대통령 | 2대  | 체코 국민사회당 | 77.27%  | 340표  | 1위  |      |
| 1946년 선거 | 체코슬로바키아의 대통령 | 4대  | 체코 국민사회당 | 100.00% | 298표  | 1위  |      |

## 같이 보기
- 소협상